# Meadowlark (песня)
Meadowlark — песня из мюзикла «Жена пекаря» на музыку и слова Стивена Шварца . Её исполняли множество известных бродвейских певиц, например: Кэрол Демас, Патти Люпон, Бетти Бакли, Лиз Каллауэй, Элис Рипли, Сьюзан Иган, Джуди Кун, Джулия Мёрни, Сара Брайтман, Леа Салонга, Алекс Ньюэлл, Титус Берджесс, и Эндрю Рэннеллс .
В мюзикле песню поет Женевьева, пытающаяся решить, должна ли она остаться со своим мужем или сбежать с более молодым мужчиной. Она сравнивает свою ситуацию со сказкой о луговом жаворонке, который был обожаем королём и жил у него во дворце. Однажды бог солнца явился к жаворонку и приказал жаворонку следовать за ним. Луговой жаворонок отказался и погиб. В конце песни Женевьева всё же решается уйти с молодым человеком.